# Cmentarz żydowski w Gąsawie
Cmentarz żydowski w Gąsawie – kirkut w Gąsawie, założony na przełomie XIX i XX wieku, przy szosie prowadzącej do Szelejewa (obecnie ulicy Trzemeszeńskiej). Dawnej kirkut miał powierzchnię 0,071 ha. Został zniszczony podczas II wojny światowej przez nazistów. Na jego terenie nie zachowała się żadna macewa. Układ nekropolii jest nieczytelny. Kirkut nie ma zieleni. Obecnie na miejscu cmentarza mieści się stacja paliw.